# Ляхивский, Григорий Григорьевич
Ляхивский Григорий Григорьевич (5 сентября 1925, Беляевка – 23 ноября 1997, там же) – командир стрелкового отделения 100-го гвардейского Гнезненского стрелкового полка 35-й гвардейской Лозовской Краснознаменной орденов Суворова и Богдана Хмельницкого стрелковой дивизии, 4-й гвардейского стрелкового корпуса, 8-й гвардейской армии, 1-го Белорусского фронта, гвардии сержант.

## Биография
Родился 5 сентября 1925 года в селе Беляевка (ныне город Одесской области, Украина) в семье рабочего. Украинец. Окончил начальную школу. Работал на водопроводной станции.
В Красной Армии – с 20 марта 1944 года. С апреля 1944 года – в действующей армии. Воевал на 3-м Украинском и 1-м Белорусском фронтах. Принимал участие в Одесской, Люблин-Брестской, Висло-Одерской и Берлинской наступательных операциях.
В июне 1944 года 35-я гвардейская стрелковая дивизия была передислоцирована в полосу 1-го Белорусского фронта. В результате Люблин-Брестской наступательной операции части дивизии овладели плацдармом на западном берегу реки Висла в районе населенного пункта Магнушев (ныне Козеницкий повят, Мазовецкое воеводство, Польша). 10 августа 1944 года в бою по расширению плацдарма Г.Г.Ляхивский ворвался во вражескую траншею и огнём из автомата уничтожил трех солдат противника.
```
Из воспоминаний Г.Г.Ляхивского (газета «Черноморская коммуна», ноябрь 1973 года):
```

Мы форсировали Вислу на амфибиях, но река в этих местах оказалась коварной: то глубокий водоворот, то мель. Где-то на середине пришлось прыгать из машины в воду и плыть к берегу. Бойцов моего отделения это не застало врасплох: я предварительно посоветовал каждому запастись доской, подручными, так сказать, средствами. Под прикрытием огня нашей артиллерии мы первыми выскочили к траншее врага и ринулись к пулеметному гнезду, из которого двое гитлеровцев поливали свинцом место высадки. Фашистский пулеметчик заметил меня, но я быстрее, чем он, нажал на курок. Так была обезврежена опаснейшая огневая точка гитлеровцев. Теперь мы могли зайти в тыл гитлеровцам. И, конечно, воспользовались этой возможностью. Однако оказалось, что фашисты предусмотрели и такую ситуацию — по нас ударил их пулемет. Я понял: в этой обстановке только стремительность действий принесет победу. С возгласом «В атаку!» я поднялся на ноги и ринулся к траншее врага. За мной — вся рота. В рукопашном столкновении победили мы. За лесом, на равнине, нас, пехотинцев, поддержали танкисты. Под их прикрытием мы и шли вперед, до тех пор, пока из-за села неожиданно не ударили вражеские противотанковые пушки. Бой завязался молниеносный и лютый. А в это время над башней нашего пылающего танка показался шлем танкиста. Я понял, что в экипаже что-то неладно — еще немного, и танкист задохнется в нутре машины. Метнулся туда, запрыгнул с разгона на гусеницу. Где взялась сила, сам потом удивлялся, но вырвал командира, который застрял в башне, из огненного ада, свалился с ним на землю, пополз. На обоих нас уже дымилась одежда. Очнулся на носилках в полковом госпитале в тот момент, когда ко мне наклонился, улыбаясь, какой-то полковник. Потом я узнал, что это был командир танкового полка, который благодарил меня за спасенного офицера.

Приказом командира 35-й гвардейской стрелковой дивизии от 10 сентября 1944 года гвардии младший сержант Ляхивский Григорий Григорьевич награждён орденом Славы 3-й степени.
С началом Висло-Одерской наступательной операции 100-й гвардейский стрелковый полк прорывал оборону противника юго-западнее населенного пункта Магнушев. 14 января 1945 года воины ворвались в траншею противника, уничтожая врага гранатами и автоматным огнём. Лично Г.Г.Ляхивский уничтожил 12 немецких солдат, а отделение взяло в плен 27 солдат. При выходе к реке Радомка стрелки захватили переправу, чем обеспечили быстрое продвижение полка на западный берег реки. 15 января в ходе дальнейшего наступления отделение Г.Г.Ляхивского уничтожило расчет артиллерийского орудия, а само орудие в исправном состоянии было захвачено.
Приказом командующего 8-й гвардейской армииот 8 февраля 1945 года гвардии сержант Ляхивский Григорий Григорьевич награждён орденом Славы 2-й степени.
К концу операции 35-я гвардейская стрелковая дивизия вышла к реке Одер южнее города Кюстрин (ныне Костшын-над-Одрой, Любушское воеводство, Польша). В ходе захвата вражеских укреплений на речном острове Г.Г.Ляхивский с группой бойцов подобрались к деревоземляной огневой точке и забросали её гранатами. Развернув пулемет, открыли огонь по противнику, что позволило стрелковой роте быстро захватить траншею. Лично Г.Г.Ляхивский огнём из трофейного пулемета уничтожил 24 немецких солдата. Его отделение захватило 4 пулемета и 11 пленных.
Указом Президиума Верховного Совета СССР от 31 мая 1945 года за образцовое выполнение боевых заданий командования на фронте борьбы с немецкими захватчиками и проявленные при этом доблесть и мужество гвардии сержант Ляхивский Григорий Григорьевич награждён орденом Славы 1-й степени.
28 апреля 1945 года в уличном бою в городе Берлин был тяжело ранен. После излечения продолжил службу в Вооруженных Силах. В 1947 году демобилизован.
Вернулся на родину. Работал на водопроводной станции «Днестр» аккумуляторщиком. Участник парада в ознаменование 50-летия Победы 9 мая 1995 года в городе Москве.
Умер 23 ноября 1997 года.

## Награды
- орден Отечественной войны 1-й степени
- Орден Славы 1-й степени (указ Президиума Верховного Совета СССР от 31.05.1945 года)
- Орден Славы 2-й степени(приказ командующего 8 гвардейской армии от 08.02.1945 года)
- Орден Славы 3-й степени (приказ командира 35 гвардейской стрелковой дивизии № 109 от 10.09.1944 года)
- Орден Трудовой Славы 3-й степени
- Медали